# 카트린 밀레
카트린 밀레(프랑스어: Catherine Millet, 1948년 4월 1일~)는 프랑스의 현대 미술 평론가이다.
1948년에 태어난 카트린 밀레는 세계적인 명성을 얻고 있는 현대 미술 평론가로 전위적인 미술 잡지 <아트 프레스(Art Press)>의 편집장이다. 카트린은 베니스 비엔날레, 상파울루 비엔날레와 같은 수많은 국제 전시회의 학예사를 맡았으며 현대 미술에 대한 책들을 집필하고 있다.
저서로는 『개념 미술에 대한 텍스트들』(1972), 『디자이너 로제 타용』(1993), 『오브제에서 작품으로, 미술의 유토피아적 공간들』(1994), 『미술 비평』(1995), 『현대 미술』(1997) 등이 있으며, 특히 『프랑스 현대 미술』(1987, 시각과 언어사 1994), 『드니즈 르네와의 대화』(1991, 시공사 2001), 『카트린 M의 성생활(La Vie sexuelle de Catherine M.)』(2001, 열린책들 2010)은 국내에 소개된 바 있다.
카트린은 광주 비엔날레와 아트 선재 센터 특강을 위해 한국을 두 번 방문한 바 있다.